# Наримановская улица (Москва)
Нарима́новская улица — улица в районе Богородское Восточного административного округа города Москвы.

## Расположение
Расположена между Кузнецовской улицей и Лукьяновским проездом.

## Название
С 17 декабря 1925 года названа в честь Наримана Кербалай Наджаф оглы Нариманова (1871—1925) — председателя Азербайджанского Совнаркома, писателя.
Изначально улица возникла в селе (позднее посёлке) Богородское, вошедшем в состав Москвы. Части улицы носили следующие названия: до 1922 года Шаровская улица, по фамилии местного домовладельца; до 1917 года Московская улица, по её направлению к Москве; и Лесной проезд, по расположенному в этой местности лесному массиву Лосиного Острова.